# Alexandra Naldera Curzon
Lady Alexandra Naldera Curzon CBE (* 20. März 1904 in Indien; † 7. November 1995 auf Kedleston Hall in Derby) war eine britische Adelige.

## Leben
Alexandra Naldera war die jüngste Tochter von drei Kindern des britischen Politikers und Vizekönig von Indien George Curzon, 1. Marquess Curzon of Kedleston (1859–1925), und seiner ersten Ehefrau der US-Amerikanerin Mary Victoria Leiter (1870–1906). Ihre Patentante war Königin Alexandra. Sie besuchte das renommierte Schweizer Internat Le Rosey.
Im Jahre 1922 debütierte Lady Alexandra und wurde in die Londoner Gesellschaft eingeführt. Auf einem Ball lernte sie den Prinzen und späteren Duke of Kent George Edward (1902–1942), vierter Sohn von König Georg V. und Königin Mary, kennen. Lady Alexandra wurde schon als künftige Ehefrau des Prinzen gehandelt – doch sie heiratete am 21. Juli 1925 in London Sir Edward Dudley Metcalfe. Aus der gemeinsamen Verbindung gingen drei Kinder, Sohn David und die Zwillingstöchter Linda und Davina, hervor. Die Eheleute führten insbesondere in den 1930er Jahren eine offene Beziehung. Bekannt sind die Affären von Lady Metcalfe mit ihrem Schwager Sir Oswald Ernald Mosley, 6. Baronet, Edward Frederick Lindley Wood, 1. Earl of Halifax, Douglas Fairbanks und mit dem italienischen Botschafter Dino Grandi. Die Ehe wurde 1955 geschieden.
Zusammen mit ihrem Mann gehörten Lady Baba, wie sie in Indien genannt wurde, zum engen Freundeskreis des Prince of Wales und späteren König Eduard VIII. Im Jahr 1937 war sie Trauzeugin bei der Hochzeit des Duke of Windsor mit der zweifach geschiedenen US-Amerikanerin Wallis Simpson auf Château de Cande in Tours, Frankreich.
Während des Zweiten Weltkrieges organisierte sie gemeinsam mit ihrer älteren Schwester Mary Irene die Pflege der verwundeten Soldaten, Kinderlandverschickungen und Vorträge. Für ihre Arbeit beim Kinderhilfswerk Save the Children wurde sie 1975 durch Königin Elisabeth II. zum Commander of the British Empire (CBE) ernannt. Lady Alexandra porträtierte 1980 in der 7-teiligen TV-Serie Edward and Mrs Simpson das Leben des ehemaligen Königs Eduard VIII. und seiner Ehefrau.